# Молізе (муніципалітет)
Молізе (італ. Molise) — муніципалітет в Італії, у регіоні Молізе,  провінція Кампобассо.
Молізе розташоване на відстані близько 170 км на схід від Рима, 16 км на північний захід від Кампобассо.
Населення — 172 особи (2014).

## Демографія
Населення за роками:

Станом на 1 січня 2023 року в муніципалітеті іноземці офіційно не проживали.

## Сусідні муніципалітети
- Дуронья
- Фрозолоне
- Торелла-дель-Санніо